# فرانكلين هيريرا
فرانكلين هيريرا (بالإسبانية: Franklin Herrera)‏ (14 أبريل 1988 في بوليفيا - ) هو مدرب كرة قدم ولاعب كرة قدم بوليفي في مركز الوسط. لعب مع أورورو رويال ونادي ديبورتيفو سان خوسي.

## وصلات خارجية
- فرانكلين هيريرا على موقع إي إس بي إن إف سي (الإنجليزية)
- فرانكلين هيريرا على موقع قاعدة بيانات كرة القدم.إي يو (الإنجليزية)